# Amparo Rivelles
María Amparo Rivelles y Ladrón de Guevara (Madrid, 11 de febrero de 1925-Madrid, 7 de noviembre de 2013), conocida como Amparo Rivelles, fue una actriz española.
Conocida como la reina de las telenovelas mexicanas, país donde también logró conseguir popularidad por sus trabajos para televisión y cine. De vuelta a España, protagonizó en 1982 la adaptación de Los gozos y las sombras y fue la primera actriz galardonada con el Premio Goya de la Academia de Cine, por Hay que deshacer la casa (1986).
Hasta su retiro en 2006, intervino en obras de Jacinto Benavente, Enrique Jardiel Poncela, Miguel Mihura, Jean Cocteau, Fernando de Rojas, Jean Giraudoux, Oscar Wilde y Alejandro Casona, entre otros.

## Biografía y carrera

### 1925-1939: primeros años
María Amparo Rivelles y Ladrón de Guevara nació el 11 de febrero de 1925 en Madrid, siendo hija de los artistas Rafael Rivelles y María Fernanda Ladrón de Guevara, nieta de Jaime Rivelles y de Amparo Guillén. Además, fue hermana por parte de madre de Carlos Larrañaga y tía de Amparo Larrañaga y Luis Merlo.

### 1939-1956: inicios actorales

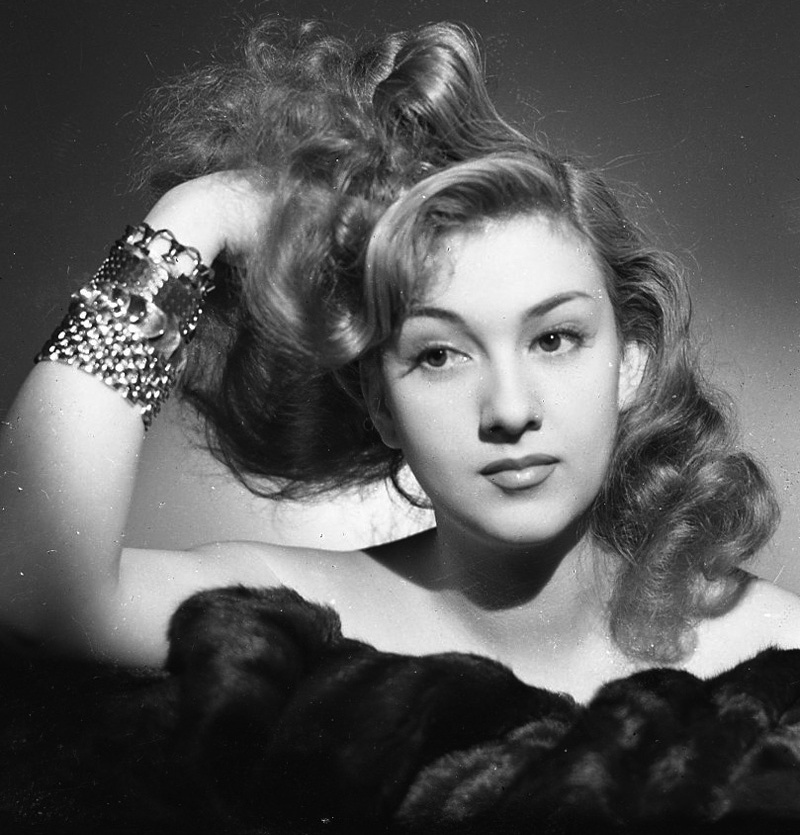
Rivelles, en 1940.

En 1939, con catorce años de edad, se incorporó profesionalmente a la compañía teatral de su madre y un año después apareció en su primera película. Al comienzo de la década de 1940, firmó un contrato en exclusiva con la productora Cifesa, interpretando papeles protagonistas en Alma de Dios, de Ignacio Farrés Iquino; Malvaloca, de Luis Marquina; Eloísa está debajo de un almendro, El clavo y La fe, de Rafael Gil; Eugenia de Montijo, de José López Rubio o Alba de América, de Juan de Orduña, que la conducen rápidamente al éxito y el reconocimiento.
Trabajó a la vez en teatro, donde en 1947 representó A puerta cerrada, de Jean-Paul Sartre, con dirección de Luis Escobar y junto a Lola Membrives y Guillermo Marín. Rodó a las órdenes de Orson Welles, en la versión española de Mister Arkadin (1955) y de Tulio Demicheli en La herida luminosa (1956).

### 1956-1979: emigración a México
Se trasladó a América para trabajar en la televisión cubana y estableció su residencia durante veinte años en México, donde hizo teatro y rodó muchas películas y famosas telenovelas, muchas de ellas en compañía del actor mexicano Ernesto Alonso.

### 1979-2004: regreso a España  y consagración
Su regreso a España se produjo en 1979 con la obra Salvar a los delfines, de Santiago Moncada, siendo ya considerada una de las actrices más prestigiosas del panorama español.
Aunque potenció su carrera teatral, en 1986 consiguió el primer Premio Goya a la mejor actriz, por la película Hay que deshacer la casa, que rodó José Luis García Sánchez a partir de la obra de Sebastián Junyent que Rivelles había representado en múltiples escenarios junto a Lola Cardona. Con Esquilache (1989), de Josefina Molina, obtuvo una segunda nominación, esta vez como actriz de reparto.
Para televisión destacó su trabajo en las adaptaciones de dos clásicos literarios: Los gozos y las sombras (1982), con Eusebio Poncela, Charo López y Carlos Larrañaga en los demás papeles principales y La Regenta (1995), de Fernando Méndez-Leite.
En 1996 recibió el Premio Nacional de Teatro. En 2004 recibió por votación popular el IX Premio Nacional de Teatro Pepe Isbert, que concede por votación la Asociación de Amigos de los Teatros de España (Amite).
También fue Doctora Honoris Causa por la Universidad Politécnica de Valencia, siendo la primera actriz en recibir tal honor. A pesar de no haber vivido nunca en Valencia, se sentía muy vinculada a esta ciudad, de la que fue hija adoptiva, ya que en ella estaban sus orígenes.

### 2004-2006: proyectos posteriores y retiro
Con el teatro como eje de su actividad profesional, en 2004 anunció que la representación de La brisa de la vida, que encabezaba junto a Núria Espert, podría ser su última función, aunque también afirmó que «si encuentro algo que me ilusione, que me apetezca mucho, lo haré, pero si no, ésta puede ser una preciosa despedida». Dijo adiós al teatro en enero de 2006 tras una representación de La duda en Santander, misma ciudad de su debut en escena.

## Vida personal y muerte
Cerca de 1942, tuvo su primer romance con el actor Alfredo Mayo. Nunca contrajo matrimonio y a comienzos de la década de 1950 afrontó en solitario la maternidad de su hija María Fernanda, que le daría dos nietos. Su nieta Amparo, residente en México, falleció en 1981 con sólo ocho años de edad, a causa de lupus eritematoso.
El 7 de noviembre de 2013, Rivelles falleció a los 88 años de edad en el Hospital Universitario Fundación Jiménez Díaz de Madrid, a causa de osteoporosis. Su cuerpo fue cremado y sus cenizas fueron entregadas a sus familiares. El 5 de septiembre de 2024, tras once años de conservar sus restos, su familia accedió a llevar su urna a descansar a un nicho familiar dentro del Cementerio del Cabanyal, localizado en Valencia.

## Filmografía

### Cine
| Año  | Título                            | Papel                                                   | Dirección                                         |
| ---- | --------------------------------- | ------------------------------------------------------- | ------------------------------------------------- |
| 1940 | Mari Juana                        | Mari Juana                                              | Armando Vidal                                     |
| 1941 | Alma de Dios                      | Eloisa                                                  | Ignacio F. Iquino                                 |
| 1942 | Los ladrones somos gente honrada  | Herminia                                                | Ignacio F. Iquino                                 |
| 1942 | Malvaloca                         | Malvaloca                                               | Luis Marquina                                     |
| 1942 | Un caballero famoso               | Eugenia                                                 | José Buchs                                        |
| 1943 | Deliciosamente tontos             | María Espinosa                                          | Juan de Orduña                                    |
| 1943 | Eloísa está debajo de un almendro | Mariana                                                 | Rafael Gil                                        |
| 1944 | El clavo                          | Blanca / Gabriela                                       | Rafael Gil                                        |
| 1944 | Eugenia de Montijo                | Eugenia de Montijo                                      | José López Rubio                                  |
| 1945 | Espronceda                        | Teresa Mancha                                           | Fernando Alonso Casares                           |
| 1947 | La fe                             | Marta Osuna                                             | Rafael Gil                                        |
| 1947 | Angustia                          | Elena                                                   | José Antonio Nieves Conde                         |
| 1947 | Fuenteovejuna                     | Laurencia                                               | Antonio Román                                     |
| 1948 | Si te hubieses casado conmigo     | Isabel / Victoria Garrido                               | Viktor Tourjansky                                 |
| 1948 | La calle sin sol                  | Pilar                                                   | Rafael Gil                                        |
| 1948 | María de los Reyes                | María                                                   | Antonio Guzmán Merino                             |
| 1949 | Sabela de Cambados                | Tonucha                                                 | Ramón Torrado                                     |
| 1949 | La duquesa de Benamejí            | Reyes de la Vega, duquesa de Benamejí / Rocío la Gitana | Luis Lucia                                        |
| 1950 | De mujer a mujer                  | Isabel                                                  | Luis Lucia                                        |
| 1951 | La leona de Castilla              | María de Pacheco                                        | Juan de Orduña                                    |
| 1951 | Alba de América                   | Reina Isabel la Católica                                | Juan de Orduña                                    |
| 1953 | I Piombi di Venezia               | Donna Diamante Orsenigo                                 | Gian Paolo Callegari                              |
| 1954 | Tres citas con el destino         | Chelo                                                   | Fernando de Fuentes, León Klimovsky y Florián Rey |
| 1955 | El indiano                        | Yolanda                                                 | Fernando Soler                                    |
| 1955 | Mister Arkadin                    | Baronesa Nagel                                          | Orson Welles                                      |
| 1956 | La herida luminosa                | Isabel                                                  | Tulio Demicheli                                   |
| 1957 | El batallón de las sombras        | Magdalena                                               | Manuel Mur Oti                                    |
| 1957 | Agguato a Tangeri                 | Lola                                                    | Riccardo Freda y Jorge Grau                       |
| 1958 | Los hijos del divorcio            | María Díaz                                              | Mauricio de la Serna                              |
| 1959 | El amor que yo te di              | Norma Quiroz                                            | Tulio Demicheli                                   |
| 1959 | El esqueleto de la señora Morales | Gloria Morales                                          | Rogelio A. González                               |
| 1960 | Un ángel tuvo la culpa            | Prostituta                                              | Luis Lucia                                        |
| 1964 | Historia de un canalla            | Lina Torres                                             | Julio Bracho                                      |
| 1964 | Los novios de mis hijas           | Doña Paz Rocosa                                         | Alfredo B. Crevenna                               |
| 1966 | El fugitivo                       | Lupe                                                    | Emilio Gómez Muriel                               |
| 1968 | Cuando los hijos se van           | Claudia Montesinos                                      | Julián Soler                                      |
| 1969 | El día de las madres              | Cecilia                                                 | Alfredo B. Crevenna                               |
| 1969 | La casa de las muchachas          | Doña Marta                                              | Fernando Cortés                                   |
| 1970 | Los problemas de mamá             | Paz                                                     | Alfredo B. Crevenna                               |
| 1970 | Remolino de pasiones              | Gabriela Requena de Solorzano                           | Alejandro Galindo                                 |
| 1970 | La viuda blanca                   | Alejandra Castelar                                      | Carlos Lozano Dana                                |
| 1971 | Una vez, un hombre...             | Cleotilde                                               | Guillermo Murray                                  |
| 1971 | Ave sin nido                      | Carlota                                                 | Manuel Zecena Diéguez                             |
| 1971 | El juicio de los hijos            | Andrea Altamirano                                       | Alfredo B. Crevenna                               |
| 1972 | Indio                             | Hermana de Vargas                                       | Rodolfo de Anda                                   |
| 1972 | El medio pelo                     | Doña Paz García                                         | Antonio González Caballero                        |
| 1972 | ¿Quién mató al abuelo?            | Laura                                                   | Carlos Enrique Taboada                            |
| 1972 | Hay ángeles sin alas              | Sor Margarita                                           | Raúl de Anda Jr.                                  |
| 1974 | La madrastra                      | Mercedes                                                | Roberto Gavaldón                                  |
| 1974 | Presagio                          | Rufina                                                  | Luis Alcoriza                                     |
| 1977 | La playa vacía                    | Victoria                                                | Roberto Gavaldón                                  |
| 1977 | La Coquito                        | Micaela                                                 | Pedro Masó                                        |
| 1982 | La casa de Bernarda Alba          | Bernarda Alba                                           | Gustavo Alatriste                                 |
| 1983 | Soldados de plomo                 | Doña Mercedes                                           | José Sacristán                                    |
| 1986 | Hay que deshacer la casa          | Laura                                                   | José Luis García Sánchez                          |
| 1989 | Esquilache                        | Isabel de Farnesio                                      | Josefina Molina                                   |
| 1991 | El día que nací yo                | María Teresa Murillo                                    | Pedro Olea                                        |
| 1995 | Mar de luna                       | Retamar                                                 | Manolo Matji                                      |
| 1999 | El olor de las manzanas (c)       | Violeta                                                 | Juan Cruz                                         |

### Televisión
- Cuidado con el  ángel (1959).
- Pecado mortal (1960).
- Pensión de mujeres (1960).
- El otro (1960).
- Niebla (1961).
- La Leona (1961).
- Estafa de amor (1961).
- Sor Juana Inés de la  Cruz (1962).
- Las momias de  Guanajuato (1962-1963).
- Doña Macabra (1963).
- Tres caras de  mujer (1963).
- Gabriela (1964).
- La mujer dorada (1964).
- Una  mujer (1965).
- Llamado  urgente (1965).
- Cristina Guzmán (1966).
- La tormenta (1967).
- Anita de Montemar (1967).
- Lágrimas amargas (1967).
- Sin  palabras (1969).
- La cruz de Marisa  Cruces (1970-1971).
- La  hiena (1973-1974).
- Lo  imperdonable (1975-1976).
- Pasiones  encendidas (1978-1979).
- Los gozos y las  sombras (1982).
- Una de dos (1998-1999).
- Farmacia de  guardia (1993).
- La Regenta (1995).

### Teatro
- La madre guapa, de Adolfo Torrado (1939).
- El compañero Pérez (1939).
- El amor del gato y del perro, de Enrique Jardiel Poncela (1945).
- Don Juan Tenorio, de José Zorrilla (1945).
- Campo de armiño, de Jacinto Benavente (1945).
- A las seis en la esquina del bulevar, de Enrique Jardiel Poncela (1946).
- Huis Clos (A puerta cerrada), de Jean-Paul Sartre, con dirección de Luis Escobar (1947).
- Una mujer cualquiera, de Miguel Mihura, con dirección de Luis Escobar (1953).
- Requiebro, de Antonio Quintero (1954).
- Anillos para una dama, de Antonio Gala.
- Salvar a los delfines, de Santiago Moncada (1979).
- El hombre del atardecer, de Santiago Moncada, con dirección de Mara Recatero (1981).
- La voz humana, de Jean Cocteau (1981).
- El caso de la mujer asesinadita, de Miguel Mihura y Álvaro de Laiglesia, con dirección de Gustavo Pérez Puig (1983).
- Hay que deshacer la casa, de Sebastián Junyent (1985).
- La Celestina, de Fernando de Rojas, con dirección de Adolfo Marsillach (1988).
- La loca de Chaillot, de Jean Giraudoux, con dirección de José Luis Alonso (1989).
- Rosas de otoño, de Jacinto Benavente, con dirección de José Luis Alonso (1990).
- El abanico de Lady Windermere... o la importancia de llamarse Wilde, versión de Ana Diosdado de la obra de Oscar Wilde, con dirección de J. C. Pérez de la Fuente (1992-93).
- El canto de los cisnes, adaptada por Rodolf Sirera y dirigida por J. C. Pérez de la Fuente (1993-94).
- Los padres terribles, de Jean Cocteau, adaptada por Rodolf Sirera y dirigida por Juan Carlos Pérez de la Fuente (1995-97)
- Los árboles mueren de pie, de Alejandro Casona (1999).
- Paseando a Miss Daisy, de Alfred Uhry (2001).
- La brisa de la vida, de David Hare, con dirección de Lluís Pasqual (2004), junto a Núria Espert
- La duda, versión de El abuelo, de Benito Pérez Galdós (2006).

## Premios y nominaciones

### Premios Goya
| Año  | Categoría                                  | Trabajo nominado         | Resultado |
| ---- | ------------------------------------------ | ------------------------ | --------- |
| 1986 | Mejor interpretación femenina protagonista | Hay que deshacer la casa | Ganadora  |
| 1989 | Mejor interpretación femenina de reparto   | Esquilache               | Nominada  |

### Premios Fotogramas de Plata
| Año  | Categoría                      | Trabajo nominado                | Resultado |
| ---- | ------------------------------ | ------------------------------- | --------- |
| 1982 | Mejor intérprete de televisión | Los gozos y las sombras         | Nominada  |
| 1983 | Mejor intérprete de teatro     | El caso de la mujer asesinadita | Nominada  |
| 1985 | Mejor intérprete de teatro     | Hay que deshacer la casa        | Nominada  |
| 1993 | Toda una vida                  | Toda una vida                   | Ganadora  |

### Medallas del Círculo de Escritores Cinematográficos
| Año  | Categoría              | Trabajo nominado    | Resultado |
| ---- | ---------------------- | ------------------- | --------- |
| 1947 | Mejor actriz principal | Fuenteovejuna La fe | Ganadora  |
| 2006 | Medalla de honor       | Medalla de honor    | Ganadora  |

### Premios ACE (Nueva York)
| Año  | Categoría                  | Trabajo nominado        | Resultado |
| ---- | -------------------------- | ----------------------- | --------- |
| 1980 | Mejor actriz de televisión | Los gozos y las sombras | Ganadora  |

### Otros
- Premio Mayte de Teatro por Los padres terribles (1995)
- Premio Nacional de Teatro (1996)
- Premio Ercilla de Teatro (2003)
- IX Premio Nacional de Teatro Pepe Isbert, que concede Amigos de los Teatros de España (2004)
- Doctora Honoris Causa por la Universidad Politécnica de Valencia (2005)
- Estrella en el paseo de la fama de Madrid (2011)
- Premio QUEARTE - ARTES ESCÉNICAS  (2012)